# Prunus pugetensis
Prunus pugetensis är en rosväxtart som beskrevs av Arthur L. Jacobson och Zika. Prunus pugetensis ingår i släktet prunusar, och familjen rosväxter. Inga underarter finns listade i Catalogue of Life.